# Ерошенко, Василий Николаевич
Васи́лий Никола́евич Ерошенко (31 декабря 1907 — 6 мая 1972, похоронен на Серафимовском кладбище Санкт-Петербурга) — командир ряда кораблей Черноморского флота, наиболее известным из которых является лидер «Ташкент». Контр-адмирал Советского Военно-Морского Флота (31 мая 1954). По национальности — русский.

## Биография

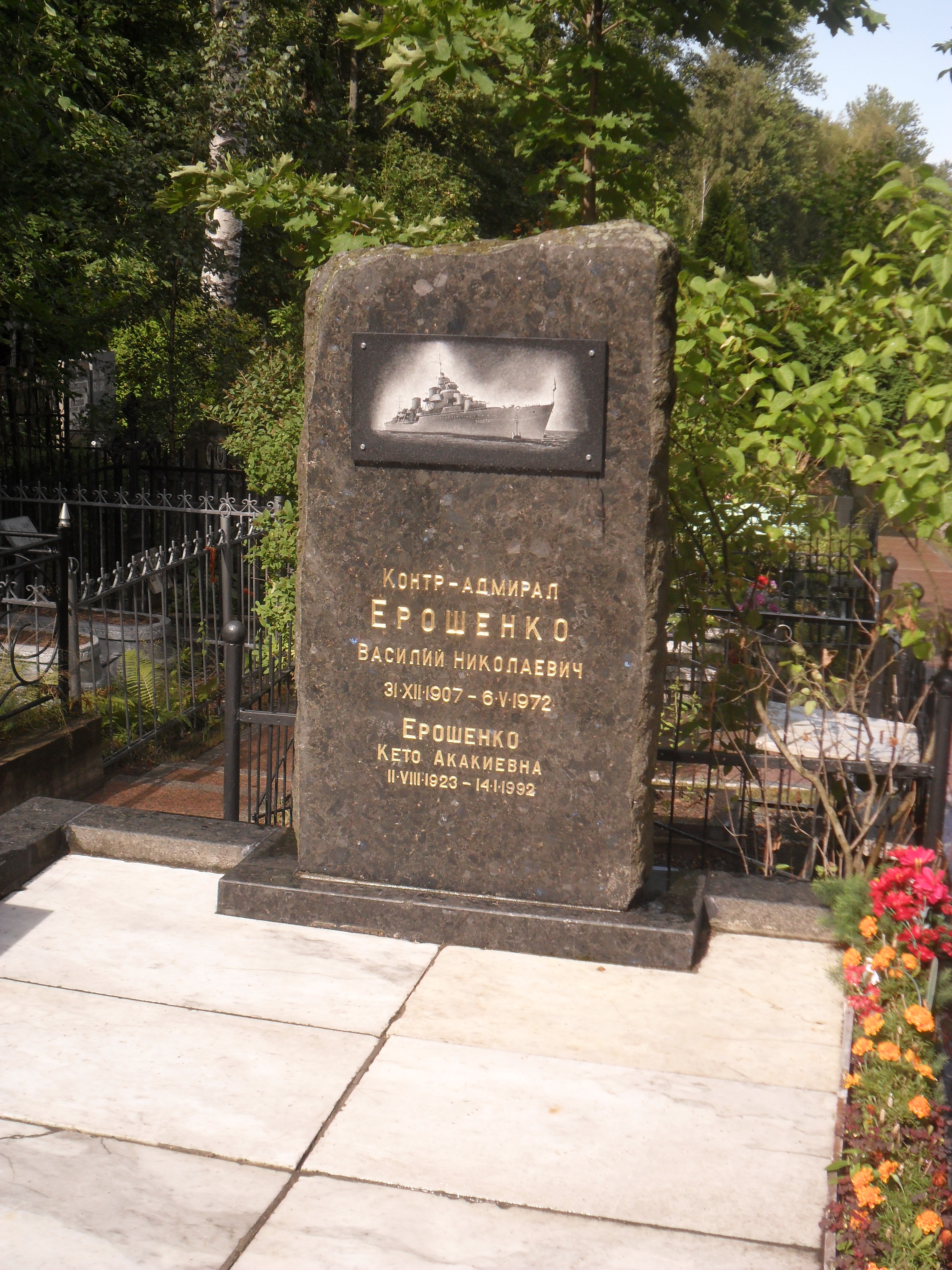
Могила Ерошенко на Серафимовском кладбище Санкт-Петербурга.

В. Н. Ерошенко родился в семье железнодорожного служащего на станции Екатеринодар. Окончил дорожно-строительный техникум, с октября 1926 года по 1 мая 1930 года учился в Военно-морском училище имени М. В. Фрунзе, после окончания которого был назначен для прохождения службы на Чёрное море. После прибытия к месту службы получил назначение на Линкор «Парижская коммуна», где исполнял первоначально обязанности помощника вахтенного начальника, а затем в течение полутора лет — дальномерного специалиста. Затем исполнял должности дальномерного специалиста на линкоре «Парижская Коммуна», был штурманом, помощником командира и врио командира на канонерской лодке «Красный Аджаристан». В марте 1937 года, в звании старшего лейтенанта был назначен командиром базового тральщика «Груз», которым командовал около года, до декабря 1937 года. Позднее был командиром эсминца «Шаумян», в звании капитан-лейтенанта — командиром лидера «Москва».
С июня 1941 года по июль 1942 года командовал лидером «Ташкент». За отличие при обороне Одессы был награжден орденом Красного Знамени. За доблесть и мужество, проявленное при обороне Севастополя, капитан 2-го ранга Ерошенко был награжден в июле 1942 года орденом Ленина. Следующим кораблём, которым командовал В. Н. Ерошенко, стал крейсер «Красный Кавказ». 3 ноября 1944 года за выслугу 18 лет в военно-морском флоте гвардии капитан 1-го ранга Ерошенко был награжден орденом Красной Звезды.

## Корабли, которыми командовал В. Н. Ерошенко
- Канонерская лодка «Красная Абхазия» (октябрь 1936 — март 1937)
- Базовый тральщик «Груз» (март — декабрь 1937)
- Сторожевой корабль «Шторм» (декабрь 1937 — март 1938)
- Эскадренный миноносец «Шаумян» (март 1938 — январь 1939)
- Лидер эскадренных миноносцев «Москва» (январь 1939 — январь 1941)
- Лидер эскадренных миноносцев «Ташкент» (январь 1941 — 2 июля 1942)
- Крейсер «Красный Кавказ» (август 1942 — февраль 1946)
- Крейсер «Молотов» (февраль — октябрь 1946)
- Эскадренный миноносец «Страшный» (ноябрь 1946 — июнь 1947)
- Эскадренный миноносец «Образцовый» (июнь 1947 — июль 1948)
- Крейсер «Чкалов» (май 1949 — февраль 1951)

## В искусстве
В художественном фильме «Море в огне», снятом в 1970 году на киностудии «Мосфильм» режиссёром Л. Н. Сааковым, роль капитана лидера «Ташкент» В. Н. Ерошенко исполняет актёр Владимир Петченко.